# Vaskijärvi (sjö i Egentliga Finland)
Vaskijärvi är en sjö i Finland. Den ligger i Pöytis kommun i landskapet Egentliga Finland, i den sydvästra delen av landet, 160 km nordväst om huvudstaden Helsingfors. Vaskijärvi ligger 58 meter över havet. Arean är 70,8 hektar och strandlinjen är 5,46 kilometer lång. Sjön  ingår i Laajokis huvudavrinningsområde.   I omgivningarna runt Vaskijärvi växer i huvudsak barrskog.
Vaskijärvi naturreservat på 15 km² ligger väster och norr om sjön. Naturreservatet med omnejd är ett av de största områdena i Egentliga Finland som bevarats i vildmarksliknande tillstånd. Naturreservatet består till den del som gränsar mot sjön av delvis tallbevuxna myrmarker.
Vandringsleden runt sjön ansluter till Kuhankuono vandringsleder, som förbinder Elijärvi och Yläne med Kurjenrahka nationalpark och andra vandringsleder till Masko, Reso och Åbo.